# Gleby inicjalne
Gleby inicjalne – gleby w pierwszej fazie kształtowania, o bardzo płytkim poziomie organicznym lub próchnicznym. Gleby inicjalne mogą tworzyć się na litych skałach, rumoszu, w wyniku erozji, lub akumulacji fluwialnej na dwóch rodzajach podłoża: twardym oraz sypkim. Gleby inicjalne mogą powstać zarówno ze skał bezwęglanowych jak i węglanowych. 

## W systematyce gleb Polski
Gleby inicjalne w systematyce gleb Polski z 2011 r. mają kategorię rzędu, który obejmuje 4 typy gleb: 
- Rząd 1. Gleby inicjalne (I)
  - Typ 1.1. Gleby inicjalne skaliste (IS)
  - Typ 1.2. Gleby inicjalne rumoszowe (IO)
  - Typ 1.3. Gleby inicjalne erozyjne (IY)
  - Typ 1.4. Gleby inicjalne akumulacyjne (IJ)

W systematyce gleb Polski z 1989 r. gleby inicjalne nie były wydzielone w żadną kategorię. Zawierały się one w dziale I gleby litogeniczne, rzędach: gleby mineralne bezwęglanowe słabo wykształcone oraz gleby wapniowcowe o różnym stopniu rozwoju. Nie zmienia to faktu, że pojęcie to funkcjonowało w odniesieniu do poszczególnych typów gleb od dawna.

## Morfologia i właściwości fizyczne
Gleby inicjalne charakteryzują się poziomem organicznym lub próchnicznym o miąższości do 10 cm, pod którym znajduje się bezpośrednio skała macierzysta.
Gleby inicjalne nie mają typowej barwy, gdyż zależy ona od skał otaczających, z których ta gleba powstała.
Najbardziej rozpowszechnionym profilem glebowym jest AC-C lub O-R (zapis ten oznacza, patrząc od powierzchni):
- O - poziom organiczny
- A – poziom próchniczny
- C – poziom skały macierzystej
- R - podłoże skalne (lita skała)

## Właściwości chemiczne
Skład chemiczny gleb inicjalnych zależy od skał otaczających, z których ta gleba powstała i może być bardzo różny, ze względu na to, że mogą one powstawać zarówno ze skał bardzo kwaśnych jak i zasadowych (węglanowych, siarczanowych).  Odczyn  poziomu próchnicznego lub organicznego gleby jest często nieco bardziej kwaśny od skały ze względu na roślinność i obecność kwasów humusowych.

## Występowanie
Gleby inicjalne powstają głównie w górach i wyżynach o urozmaiconej rzeźbie. Największy zwarty obszar gleb inicjalnych występuje na Saharze.

## Roślinność naturalna i przydatność rolnicza
Gleby inicjalne skaliste lub rumoszowe w pierwszej fazie tworzenia porasta roślinność naskalna i murawowa. W dalszej fazie kształtowania zaczynają je porastać kosodrzewina oraz świerki. Rozwój roślinności powoduje, że gleby inicjalne przeobrażają się w gleby słabo ukształtowane. Przydatność gleb inicjalnych w rolnictwie zazwyczaj jest niewielka, ze względu na płytki profil oraz niewielką żyzność. 